# Belle Boyd
Isabella Marie Boyd (n. 13 mai 1843 la Martinsburg, West Virginia - d. 11 iunie 1900 la Wisconsin Dells, Wisconsin), cunoscută ca Belle Boyd, sau Cleopatra Secesiunii, a fost o spioană americană din perioada Războiului Civil American.
A lucrat în cadrul hotelului tatălui său din Front Royal, Virginia și, în 1862, a furnizat informații prețioase generalului confederat Stonewall Jackson.

## Biografie
A început activitatea de spionaj în mod accidental.  Un grup de soldați au pătruns în casă pentru captura steagul Confederației arborat de părinții ei.  Belle Boyd a împușcat pe unul din aceștia și astfel a fost deferită justiției.  Tribunalul a achitat-o, dar a ținut-o sub supraveghere.
De la paznicul ei obținea informații despre Uniune pe care, prin intermediul servitoarei, le transmitea generalilor Confederației.
Astfel, ea a dezvăluit faptul că Uniunea avea intenția să mute temporar anumite trupe lăsând vulnerabil Front Royal și astfel Confederația, profitând de acest lucru, reușește să cucerească orașul.
Pentru activitatea sa, a fost decorată cu Southern Cross of Honor.
În 1862 este trădată de iubitul ei și este arestată pentru o lună.
Pleacă în Anglia 1864, unde profesează ca actriță și se căsătorește cu un ofițer de marină.
Doi ani mai târziu, soțul moare și ea se reîntoarce în SUA unde întreprinde un turneu povestindu-și amintirile din război.
1. 1 2  Belle Boyd, Find a Grave, accesat în 9 octombrie 2017
2. 1 2  Belle Boyd, SNAC, accesat în 9 octombrie 2017
3. 1 2  Belle Boyd, Encyclopædia Britannica Online, accesat în 9 octombrie 2017
4. 1 2  Belle Boyd, FemBio-Datenbank[*]